# Pavilon G
Pavilon G (dříve Pavilon Brněnských výstavních trhů či Obchodně živnostenský pavilon) je výstavní hala na brněnském výstavišti. Původní stavba byla postavena roku 1928 podle návrhu Bohumíra Čermáka.

## Popis a vývoj
Skládá se ze dvou křídel, mezi nimiž se do výše 45 metrů tyčí vyhlídková věž. Věž je z železobetonu, původně dřevěná křídla byla v rámci rekonstrukce v letech 1957–1958 nahrazena také železobetonovými.
V roce 1988 bylo při statickém posudku odhaleno značné poškození konstrukce vlivem karbonatace betonu. Pavilon byl uzavřen, zchátralá boční křídla zbourána a v roce 1996 nahrazena novými dle návrhu Zdeňka Müllera a Jaromíra Stříbrného. V témže roce byla realizace nových bočních křídel pavilonu G, na níž se podíleli i ateliér Rudiš+Rudiš a statik Jiří Opatřil, oceněna cenou Grand Prix Obce architektů za nejlepší realizaci.
Původní střední část pavilonu (věž a nádvoří) je chráněna jako kulturní památka České republiky.
V pavilonu G2 byla v listopadu 2020 zřízena kvůli pandemii covidu-19 dočasná záložní polní nemocnice s 302 lůžky, provozovaná Fakultní nemocnicí Brno. V dalších týdnech zůstávalo zařízení v záložním režimu a v lednu 2021 zde začalo fungovat očkovací centrum.